# Ephippiger ruffoi
Ephippiger ruffoi is een rechtvleugelig insect uit de familie van de sabelsprinkhanen (Tettigoniidae). De wetenschappelijke naam van deze soort is voor het eerst voorgesteld door Antonio Galvagni in een publicatie uit 1955.

## Verspreiding
Deze soort komt voor in het centrale deel van de Apennijnen in Italië.